# هایلندتاون (اوهایو)
هایلندتاون (به انگلیسی: Highlandtown) یک منطقهٔ مسکونی در ایالات متحده آمریکا است که در شهرستان کلمبیانا، اوهایو واقع شده‌است. هایلندتاون ۳۶۰ متر بالاتر از سطح دریا واقع شده‌است.